# Spoegrivier
Spoegrivier è un centro abitato sudafricano situato nella municipalità distrettuale di Namakwa nella provincia del Capo Settentrionale.

## Geografia fisica
Il piccolo centro abitato è situato a circa 50 chilometri a est della cittadina costiera di Hondeklipbaai.